# 201 (numero)
Duecentouno (201)  è il numero naturale dopo il 200 e prima del 202.

## Proprietà matematiche
- È un numero dispari.
- È un numero composto, con quattro divisori: 1, 3, 67 e 201. Poiché la somma dei divisori (escluso il numero stesso) è 71 < 201, è un numero difettivo.
- È un numero semiprimo.
- È un intero di Blum.
- È un numero 15-gonale e 68-gonale.
- È un numero 20-gonale centrato.
- È un numero ottaedrico troncato.
- È un numero malvagio.
- È un numero di Harshad (in base 10), essendo divisibile per la somma delle sue cifre.
- Può essere espresso in due modi diversi come differenza di due quadrati:201=35²-32²=101²-100².
- 201=1²+2²+4²+6²+12².
- È parte delle terne pitagoriche (201, 268, 335), (201, 2240, 2249), (201, 6732, 6735), (201, 20200, 20201).
- È un numero fortunato.

## Astronomia
- 201P/LONEOS è una cometa periodica del sistema solare.

## Astronautica
- Cosmos 201 è un satellite artificiale russo.

## Altri ambiti
- L'additivo alimentare E201 è il conservante sorbato di sodio.
- 201 Penelope è un asteroide della fascia principale.
- NCG201 è una galassia a spirale visibile nella costellazione della Balena.